# Oneillornis
Oneillornis is een geslacht van vogels uit de familie Thamnophilidae (miervogels). De wetenschappelijke naam van dit geslacht is een eerbetoon aan de Amerikaanse ornitholoog John Patton O’Neill. Het geslacht is afgesplitst van het geslacht Gymnopithys op grond van uitgebreid onderzoek aan een collectie vogels uit de geslachten Phaenostictus, Pithys, Willisornis, Gymnopithys, Rhegmatorhina en Phlegopsis.
Het geslacht telt twee soorten:
- Oneillornis lunulatus  –  Ucayalimiervogel
- Oneillornis salvini  –  Salvins miervogel